# Jerzy Miller (poeta)
Jerzy Műller-Miller (ur. 13 marca 1924 we Lwowie, zm. 10 kwietnia 2007 w Warszawie) – polski poeta, pisarz, varsavianista, żołnierz Armii Krajowej.

## Życiorys
Urodził się w rodzinie Edwarda (1898–1948), przemysłowca, i Ireny z Ożogów (1897–1949), nauczycielki, pisarki. Do 1939 mieszkał w Poznaniu. Wysiedlony z Poznania, w czasie okupacji niemieckiej przebywał w Warszawie. W 1942 roku na tajnych kompletach ukończył Gimnazjum im. Tadeusza Reytana. Przez dwa lata studiował prawo na tajnym Uniwersytecie Warszawskim. Działał w konspiracji jako członek Armii Krajowej.
Po zakończeniu wojny od 1946 mieszkał w Łodzi, gdzie studiował do 1948 filozofię na Wydziału Humanistycznego Uniwersytetu Łódzkiego. Do 1948 był członkiem Polskiej Partii Robotniczej, następnie w latach 1948–1951 Polskiej Zjednoczonej Partii Robotniczej.
Debiutował w roku 1946 wierszem Niebieski los omijał śmierć... (incipit), w tygodniku „Odrodzenie” nr 46 (jako Jerzy Eugeniusz Miller). Wiersze i prozę publikował m.in. w „Kuźnicy” (1947–1949) i „Wsi” (1948–1951). W latach 1949–1950 pracował jako redaktor działu programowego Filmu Polskiego. W latach 1950–1955 publikował felietony w „Dzienniku Łódzkim” i „Głosie Robotniczym”. W 1956 roku związany z grupą czasopisma „Po prostu” – tomik poezji Sól i chleb. Współpracował z tygodnikiem „Radar”, oraz z Polskim Radiem i Telewizją, jako autor słuchowisk i widowisk słowno-muzycznych. W 1959 założył wraz z Tadeuszem Kubiakiem Kabaret Ballady i Piosenki Frascati w kawiarni Spółdzielni Wydawniczej „Czytelnik”.
W 1946 roku został przewodniczącym, a później kuratorem Koła Młodych przy Oddziale Łódzkim Związku Zawodowego Literatów Polskich. Od 1950 do 1983 należał do Związku Literatów Polskich (w 1950–1951 był opiekunem Koła Młodych i członkiem zarządu Oddziału Łódzkiego). Od 1950 był członkiem Związku Autorów i Kompozytorów Scenicznych (od 1953 Stowarzyszenie Autorów ZAiKS).
Autor wielu popularnych w latach 60. tekstów piosenek, w tym śpiewanych przez Piotra Szczepanika. Piosenki te występowały też na ścieżkach dźwiękowych polskich filmów i spektakli telewizyjnych:
- 1965 – Niedziela sprawiedliwości, piosenka Żółte kalendarze,
- 1970 – Pierścień księżnej Anny, piosenka I po co martwić się na zapas,
- 1983 – Sny i marzenia, piosenka Jak nazwać tę miłość,
- 1987 – Ballada o Januszku, piosenka Żółte kalendarze,
- 1991 – Nad rzeką, której nie ma, piosenka Żółte kalendarze,
- 1995 – Spółka rodzinna, piosenka Żółte kalendarze,
- 1997 – Sposób na Alcybiadesa, piosenka Niedomówienia,
- 2003 – Pasożyt (spektakl telewizyjny), piosenka Żółte kalendarze,
- 2018 – Generał (spektakl telewizyjny), piosenka Port, w którym nie ma mew.

W ostatnich latach pracował nad pełnym zbiorem swojej twórczości. Żył i tworzył na warszawskim Żoliborzu.
W 1946 roku ożenił się z Mirosławą Józefą z Wasiewiczów (1924–2004), rzeźbiarką.
Zmarł w Warszawie, pochowany na cmentarzu Ewangelicko-Augsburskim (rząd 19-51).

## Nagrody i wyróżnienia
- Honorowa Odznaka ZAiKS-u (1988)[5]
- Nagroda im. Bohaterów Warszawy, za wybitne osiągnięcia w twórczości literackiej bądź artystycznej o tematyce patriotycznej (1989)[4]
- Nagroda Wojewody Koszalińskiego za upowszechnianie kultury (1989)[4]
- Medal ZAiKS-u (1998)[5]